# Stylianos Venetidis
Stylianos Venetidis (grekiska: Στυλιανός Βενετίδης), född 12 april 1975 i Thessaloníki, är en grekisk före detta fotbollsspelare och nuvarande tränare. Under sin karriär spelade han som vänsterback och var bland annat med i Greklands landslag.

## Personlig information
- Fullständigt namn: Stylianos Venetidis
- Födelsedatum: 12 april 1975 (50 år)
- Födelseort: Thessaloníki, Grekland
- Längd: 180 cm
- Lateralitet: Vänsterfotad

## Klubbinformation
- Nuvarande klubb: Pensionerad
- Position: Vänsterback

## Juniorkarriär
| År        | Klubb             |
| --------- | ----------------- |
| 1985–1993 | Aris Thessaloníki |

## Seniorkarriär*
| År        | Klubb                | Matcher (Mål) |
| --------- | -------------------- | ------------- |
| 1993–1997 | Aris Thessaloníki    | 95 (4)        |
| 1997–2000 | Panathinaikos        | 80 (3)        |
| 2000–2003 | Olympiakos           | 65 (2)        |
| 2003–2006 | AEK Aten             | 75 (3)        |
| 2006–2008 | Anorthosis Famagusta | 40 (1)        |
| 2008–2010 | AEK Aten             | 25 (0)        |
| Totalt    |                      | 380 (13)      |

## Landslagskarriär
| År        | Lag      | Matcher (Mål) |
| --------- | -------- | ------------- |
| 1998–2005 | Grekland | 45 (0)        |

*SM = Seriematcher, GM = Goal/mål